# Dendrocnide luzonensis
Dendrocnide luzonensis là loài thực vật có hoa trong họ Tầm ma. Loài này được (Wedd.) Chew mô tả khoa học đầu tiên năm 1965.